# Восстановление (химия)
Восстановление, в химии, — это процесс, в результате которого:
- частица (атом, ион или молекула) принимает один или несколько электронов;
- происходит понижение степени окисления какого-либо атома в данной частице;
- органическое вещество теряет атомы кислорода и (или) приобретает атомы водорода.

Из трёх приведённых определений восстановления раньше всех появилось третье (середина XIX века), а первое и второе — в 1920-х годах. В настоящее время высказываются мнения, что второе определение является наиболее общим и подходит для всех процессов восстановления. Третье определение считается наиболее удобным для качественного распознавания окислительно-восстановительных реакций, например, в органической химии, где заметить появление или исчезновение водорода проще, чем изменение дробных степеней окисления атомов углерода.

## Восстановление в неорганической химии
Атом или ион, присоединяющий электроны, называется окислителем; так же называется вещество, в состав которого входят такие атомы или ионы. К окислителям относят многие простые вещества неметаллы (например, F2, , Br2, I2, O2, O3, S), атомы которых присоединяют электроны.

## Восстановление в органической химии
Первыми известными восстановителями в органической химии, использование которых началось с 1840-х годов, являются цинк, железо и сероводород. Развитие данной области органических реакций началось с двумя важными открытиями: в 1897 году было предложено каталитическое гидрирование, а в 1947 году — восстановление гидридами металлов. Каждая из этих реакций занимает примерно четверть из всех методов восстановления, а на остальную половину приходятся электрохимическое восстановление, восстановление металлами, солями металлов, органическими и неорганическими веществами.

## Реакции восстановления в биоорганической химии
В биоорганической химии большое значение имеют реакции восстановления, которые являются составной частью различных биохимических процессов в биологических системах, а в промышленности используются для синтеза ценных биоорганических соединений.
В биологических системах роль донора водорода играют различные коферменты, например НАДН, НАДФН и ФАДН2.
В организме часто протекают реакции восстановления различных азотсодержащих соединений, например нитрилов и амидов карбоновых кислот, в результате которых образуются первичные амины:
```
R-CN + 2H
2
 → R-CH
2
-NH
2

нитрил        амин
R-C(=O)-NH
2
 + 2H
2
 → R-CH
2
-NH
2
 + Hйцвйцвйайа
2
O
амид                 амин
```

В некоторых ярко окрашенных пищевых продуктах могут быть красители на основе анилина. Постоянное употребление в пищу таких продуктов может привести к серьёзным последствиям, поскольку анилин проявляет высокую биохимическую активность; вступая в реакции он образует в организме человека различные токсичные соединения. 
Промышленное производство анилина из нитробензола является типичной реакцией восстановления (более известное как реакция Зинина):
```
C
6
H
5
-NO
2
 + H
2
,
Ni
 → C
6
H
5
-NH
2
 

нитробензол
        
анилин
```

Одним из участников ферментативных процессов восстановления есть производное 1,4—дигидропиридина—НАДН, что в при восстановлении образует НАД + в различных окислительно-восстановительных реакциях в составе таких сложных циклов как цикл Кребса, цикл Кальвина и др. Например, при участии НАДН протекает in vivo реакция превращения альдегидов в спирты:
```
НАДН + Н+ + R-C(=O)-H  → R-CH
2
-OH + НАД+
```

Вообще восстановление карбонильных соединений (альдегидов, кетонов, сложных эфиров) приводит к образованию соответствующих спиртов:
```
R-C(=O)-H + [H] → R-CH
2
-OH

альдегид
          первичный спирт
R-C(=O)-R^ + [H] → R-CH(OH)-R^
кетон              вторичный спирт
R-C(=O)-O-R^ + [H] → R-CH
2
-OH  +  R^OH
сложный эстер        первичный спирт
```

Видное место в биоорганической химии занимает восстановление моносахаридов (альдоз, кетоз). При восстановлении альдоз получается лишь один полиол, кетоз — смесь двух полиолов. Например, при восстановлении D-фруктозы борогидридом натрия ({\displaystyle {\ce {NaBH4}}}) образуются D-глюцита (сорбит) и D-маннит.
Важна реакция восстановительного аминирования, которая протекает в организме в процессе биосинтеза α-аминокислот. Процесс протекает по схеме присоединения-отщепления и заключается в получении α-аминокислот из альдегидов и кетонов с образованием промежуточного продукта — имина, который затем восстанавливается до амина.

## Редокс-потенциал
В биохимии для обозначения передаваемого от донора к акцептору одного электронного эквивалента (электрона, либо электрона и протона и др.) часто используют термин восстановительный эквивалент. Этот термин ничего не говорит о том, что именно передаётся — электрон как таковой, водородный атом, гидрид-ион (Н-) или же передача происходит в реакции с кислородом, приводящей к образованию окисленного продукта.
Способность восстановителя отдавать электроны окислителю выражается величиной окислительно-восстановительного потенциала (стандартного восстановительного потенциала), или редокс-потенциала.
Редокс-потенциал определяют измерением электродвижущей силы (э. д. с.) в вольтах, возникающей в полуэлементе, в котором восстановитель и окислитель, присутствующие в концентрациях равных 1 моль/литр при 25 °C и pH 7,0 находятся в равновесии с электродом, способным принимать электроны от восстановителя и передавать их окислителю.
В качестве стандарта принят редокс-потенциал реакции
Н2 2Н+ + 2е, который при давлении газообразного водорода в 1 атмосферу при концентрации ионов Н+ равной 1 моль/литр (что соответствует pH=0) и при 25 °C условно принят за нуль. В условиях значения рН, принятого в качестве стандарта при биохимических расчётах, то есть при рН 7,0, редокс-потенциал (Ео´) водородного электрода (системы Н2 — 2Н+) равен — 0,42 В.
Приводим значения редокс-потенциала (Ео´) для некоторых окислительно-восстановительных пар, играющих важную роль при переносе электронов в биологических системах:
| Восстановитель             | Окислитель            | Ео´, В |
| -------------------------- | --------------------- | ------ |
| Н2                         | 2Н+                   | — 0,42 |
| НАД • Н + Н+               | НАД+                  | — 0,32 |
| НАДФ • Н + Н+              | НАДФ+                 | — 0,32 |
| Флавопротеин (восстановл.) | Флавопротеин (окисл.) | — 0,12 |
| Кофермент Q • Н2           | Кофермент Q           | + 0,04 |
| Цитохром B (Fe2+)          | Цитохром B (Fe3+)     | + 0,07 |
| ЦитохромC1 (Fe2+)          | ЦитохромC1 (Fe3+)     | + 0,23 |
| ЦитохромA (Fe2+)           | Цитохром A(Fe3+)      | + 0,29 |
| ЦитохромA3 (Fe2+)          | Цитохром A3 (Fe3+)    | +0,55  |
| H2O                        | ½ О2                  | + 0,82 |

Система с более отрицательным редокс-потенциалом обладает большей способностью отдавать электроны системе с более положительным редокс-потенциалом. Например, пара НАД • Н / НАД+, редокс-потенциал которой равен — 0,32 В будет отдавать свои электроны окислительно-восстановительной паре флавопротеин (восстановл.) / флавопротеин (окислен.), имеющей потенциал −0,12 В, то есть более положительный. Большая положительная величина редокс-потенциала окислительно-восстановительной пары вода/кислород (+0,82 В) указывает на то, что у этой пары способность отдавать электроны (то есть способность образовывать молекулярный кислород) выражена очень слабо. Иначе можно сказать, что у молекулярного кислорода очень велико сродство к электронам или водородным атомам.